# 休みの午後
「休みの午後」（やすみのごご）は、1995年10月10日に森高千里が発表した楽曲、及び26枚目のシングル。CDコードはEPDA-17。

## 概要
- 「渡良瀬橋」同様、テレビ東京系『いい旅・夢気分』のエンディングテーマとして使用された。
- カップリングの「忘れ物」はアルバム未収録楽曲
- メジャーデビューシングルとなった「NEW SEASON」から楽曲製作に関わってきた斉藤英夫が手がけた最後の楽曲となる。

## 収録曲
1. 休みの午後
  - 作詞：森高千里、作曲・編曲：斉藤英夫
  - テレビ東京系『いい旅・夢気分』エンディングテーマ
2. 忘れ物
  - 作詞：森高千里、作曲・編曲：斉藤英夫
3. 休みの午後（オリジナル・カラオケ）

## カバー
- 美吉田月（2008年、カバーアルバム『pure flavor #2～key of love～』収録）